# 16014 Sinha
A 16014 Sinha (ideiglenes jelöléssel 1999 CB47) a Naprendszer kisbolygóövében található aszteroida. A LINEAR projekt keretében fedezték fel 1999. február 10-én.